# Derajne
Derajne (en ukrainien : Деражне, en polonais : Deraźne, en russe : Деражное) est un village du Raïon de Kostopil, dans l'Oblast de Rivne en Ukraine. En 2001, la population est de 2 102 habitants. Le code postal est 35053, le code KOATUU est — 5623481601.

## Histoire
Derajne est mentionnée pour la première fois en 1274. En 1626, le Prince Janusz Ostrogski construit une église. Une église catholique est construite en  1804, et une orthodoxe en 1824. Une communauté juive Karaite existe dans la ville depuis la fin du XVIe siècle. En 1649, lors du Soulèvement de Khmelnytsky, une partie de la communauté est détruite. Deux poèmes à ce sujet sont écrits par le hazzan et auteur Joseph ben Yesh'uah Ha-Mashbir. Une petite communauté de juifs karaites subsiste jusqu'à l'arrivée d'Haidamakas en 1768
En 1921, 624 habitants dans la ville sont membres de la communauté juive. Les allemands entrent dans la ville le 28 juin 1941 et le 5 octobre, ils emprisonnent les juifs dans un ghetto. Le 24 août 1942, le ghetto est liquidé et 1 868 juifs sont massacrés dans une exécution de masse. Le massacre est perpétré par un einsatzgruppen sur un site du village voisin de Osowa Wyszka. Au cours de la Seconde Guerre mondiale, 70 polonais sont également tués.